# Kameralamt Cannstatt
Das Kameralamt Cannstatt war eine Einrichtung des Königreichs Württemberg, die im Amtsbezirk Besitz und Einkommen des Staates verwaltete. Es bestand von 1806 bis 1922 in Cannstatt. Das Kameralamt wurde im Rahmen der Neuordnung der Staatsfinanzverwaltung im Königreich Württemberg geschaffen.

## Geschichte
Gemäß Verordnung vom 14. Juli 1807 wurde das Patrimonialamt von Palm in Mühlhausen am Neckar dem Kameralamt Cannstatt zugeteilt. Laut Verfügung des Finanzministeriums vom 26. September 1836 wurden dem Kameralamt Cannstatt zugewiesen:
- vom Kameralamt Eßlingen Hedelfingen, Obertürkheim, Rohracker, Sillenbuch, Uhlbach,
- vom Kameralamt Beutelsbach Schanbach mit Lobenrot,
- vom Kameralamt Waiblingen Öffingen mit Tennhof.

Dagegen wurden die Orte Feuerbach und Gaisburg an das Kameralamt Stuttgart abgetreten. 
Gemäß Dekret vom 6. März 1843 blieben die Mühlen vom Weiler Berg, Stadtbezirk Stuttgart, dem Kameralamt Cannstatt zugeteilt, während das Forstrevier Hohenheim an das Stadtkameralamt Stuttgart abgetreten wurde.